# Plymouth Modell U
Der Plymouth Modell U war ein Mittelklasse-Pkw, den Chrysler unter dem Markennamen Plymouth im Modelljahr 1929 fertigte. Das Business-Coupé kostete als billigste Variante nur 655 US$, nochmals 15 US$ weniger als das Roadster-Coupé im Vorjahr.
Der Wagen besaß einen seitengesteuerten Vierzylinder-Reihenmotor mit 2874 cm³, der eine Leistung 45 bhp (33 kW) abgab und im Unterschied zum Vorgängermodell eine Chrysler-Eigenkonstruktion war. Über eine Einscheiben-Trockenkupplung und ein Dreiganggetriebe mit Mittelschaltung wurden die Hinterräder angetrieben. Alle vier Räder waren hydraulisch gebremst. Es wurden die damals üblichen Aufbauten mit zwei und vier Türen angeboten. Zur Wahl standen viertürige Tourenwagen, zwei- und viertürige Limousinen, zweitürige Business-Coupés und Deluxe-Coupés sowie zweitürige Roadster. Die Wagen ähnelten dem Vorgängermodell Q. Den Namen Chrysler entfiel aber, womit Plymouth für jeden ersichtlich zur eigenständigen Marke geworden war.
Als das Modell im April 1930 vom Modell 30U abgelöst wurde, waren 108.345 Exemplare entstanden.

## Quelle
- Beverly R. Kimes, Henry A. Clark: Standard Catalog of American Cars 1805–1942. Krause Publications, Iola 1985, ISBN 0-87341-045-9.

Im Zeitraum von 1942 bis 1946 gab es aufgrund des Zweiten Weltkrieges nur eine eingeschränkte zivile Fahrzeugproduktion.